# Гарласко
Гарласко, Ґарласко (італ. Garlasco) — муніципалітет в Італії, у регіоні Ломбардія,  провінція Павія.
Гарласко розташоване на відстані близько 470 км на північний захід від Рима, 37 км на південний захід від Мілана, 19 км на захід від Павії.
Населення — 9841 особа (2014).
Щорічний фестиваль відбувається 10 вересня. Покровитель — Beata Vergine Assunta.

## Демографія
Населення за роками:

Станом на 1 січня 2023 року в муніципалітеті офіційно проживало 690 іноземців з 50 країн, серед них 90 громадян країн Євросоюзу та 63 громадяни України.

## Сусідні муніципалітети
- Аланья
- Борго-Сан-Сіро
- Дорно
- Гропелло-Каїролі
- Тромелло
- Церболо